# Palazzo del Pretorio (Acquarossa)
Il Palazzo del Pretorio (anche noto come Casa dei Landfogti) è uno storico edificio di Lottigna nel Canton Ticino.

## Storia
Il palazzo venne eretto nel XVI secolo su mura più antiche, risalenti probabilmente al 1461, da Gian Domenico Cima di Aquila il quale ne fece dono al baliaggio di Bienno nel 1550. L'edificio divenne quindi residenza dei balivi confederati, funzione che svolse fino al 1798. Dopo l'indipendenza cantonale il palazzo ospitò gli uffici della prigione e del tribunale distrettuale, fino al trasferimento di questo ad Acquarossa nel 1891 e poi a Comprovasco. Restaurato tra il 1968 il 1972, dal 1979 l’edificio ospita il Museo della Valle di Blenio, il più importante museo della valle.
L'edificio è iscritto nell'inventario svizzero dei beni culturali d'importanza nazionale.

## Descrizione
Il palazzo, di pianta quadrangolare, si sviluppa su tre piani. La facciata principale è decorata da affreschi ritraenti i blasoni dei cantoni confederati, nonché dagli stemmi delle famiglie dei balivi. Anche l'interno è decorato con stemmi.